# Raucourt-et-Flaba
Raucourt-et-Flaba är en kommun i departementet Ardennes i regionen Grand Est (tidigare regionen Champagne-Ardenne) i nordöstra Frankrike. Kommunen ligger  i kantonen Raucourt-et-Flaba som ligger i arrondissementet Sedan. År 2022 hade Raucourt-et-Flaba 815 invånare.

## Befolkningsutveckling
Antalet invånare i kommunen Raucourt-et-Flaba
Referens: INSEE